# Gordon Bunshaft
Gordon Bunshaft (9. května 1909 Buffalo, New York – 6. srpna 1990 New York) byl americký architekt, který v roce 1988 získal Pritzkerovu cenu.
Studoval na MIT v Cambridge ve státě Massachusetts. Byl modernistou, kterého ovlivnili architekti jako Mies van der Rohe a Le Corbusier. Jeho nejznámějším dílem je budova Lever House, která je sídlem společnosti Lever Brothers. Pracoval s architektem D. E. Stonem a průmyslným designérem Raymondem Loewym. Byl zaměstnancem a později i partnerem v newyorské architektonické firmě Skidmore, Owings and Merrill.

## Dílo
- Lever House, New York (1952)
- One Chase Manhattan Plaza, New York (1961)
- Solow Building, New York (1974)
- Hirshhorn Museum and Sculpture Garden, Washington, D.C. (1974)

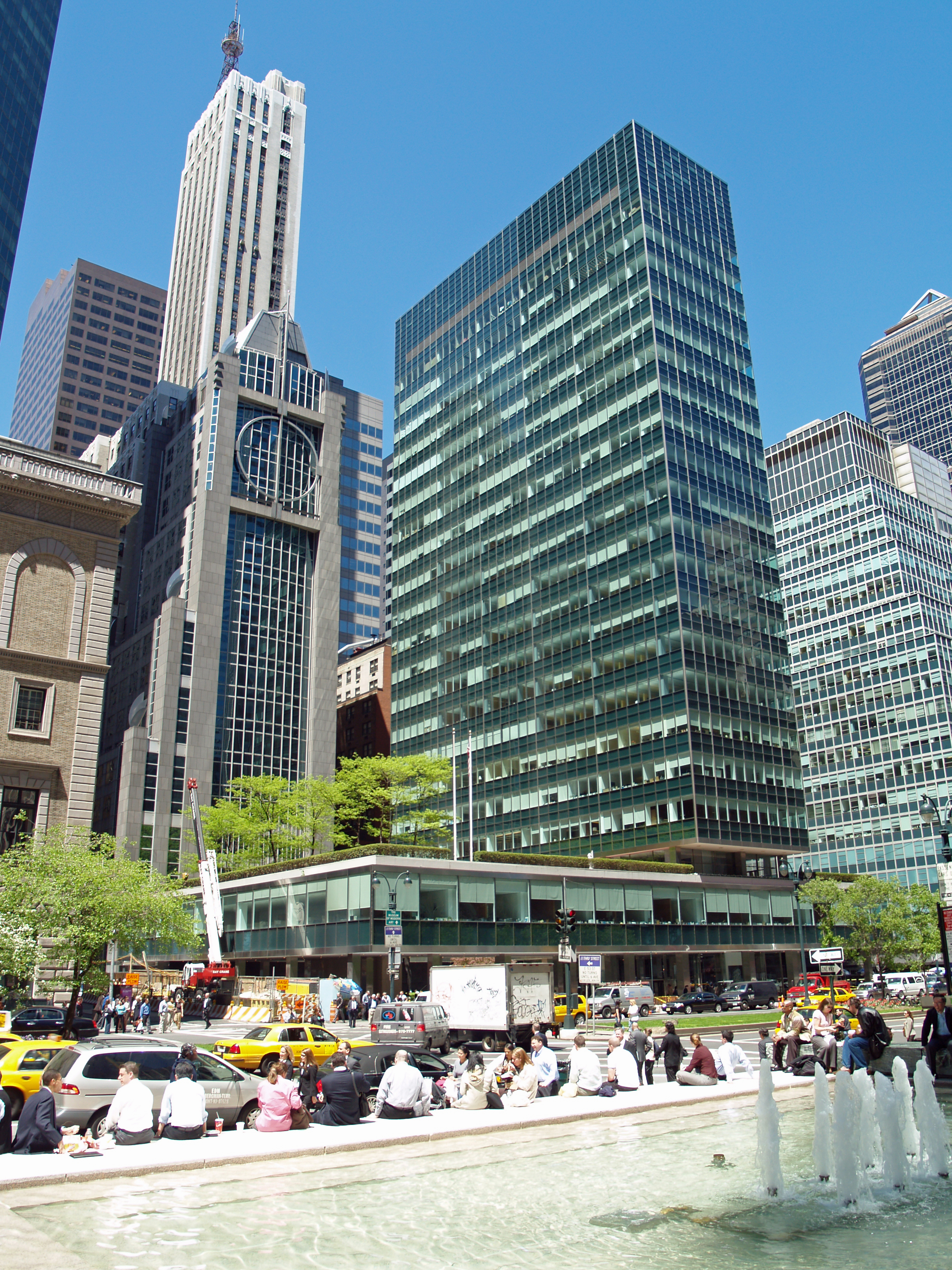
Lever House, New York
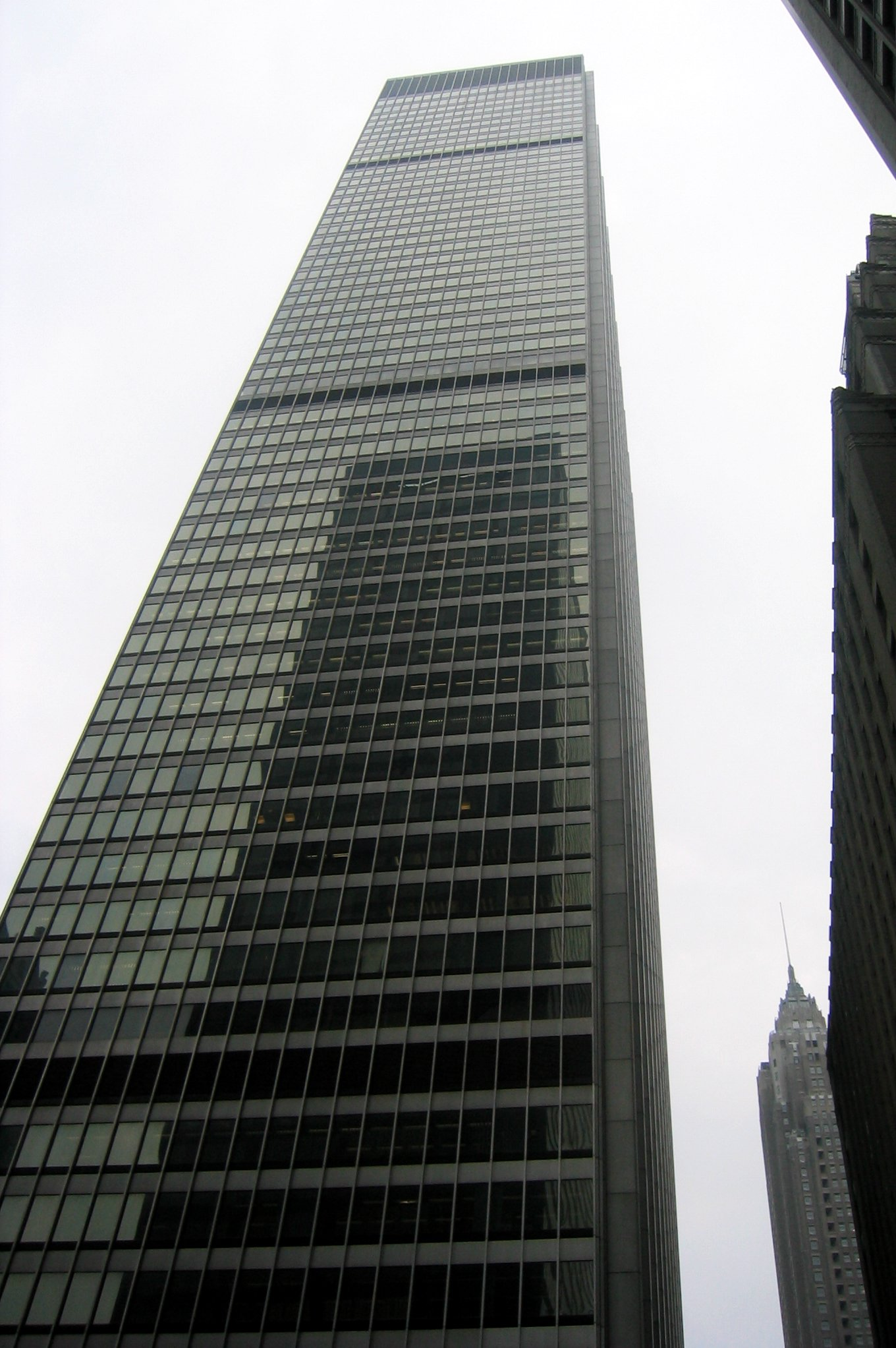
One Chase Manhattan Plaza, New York
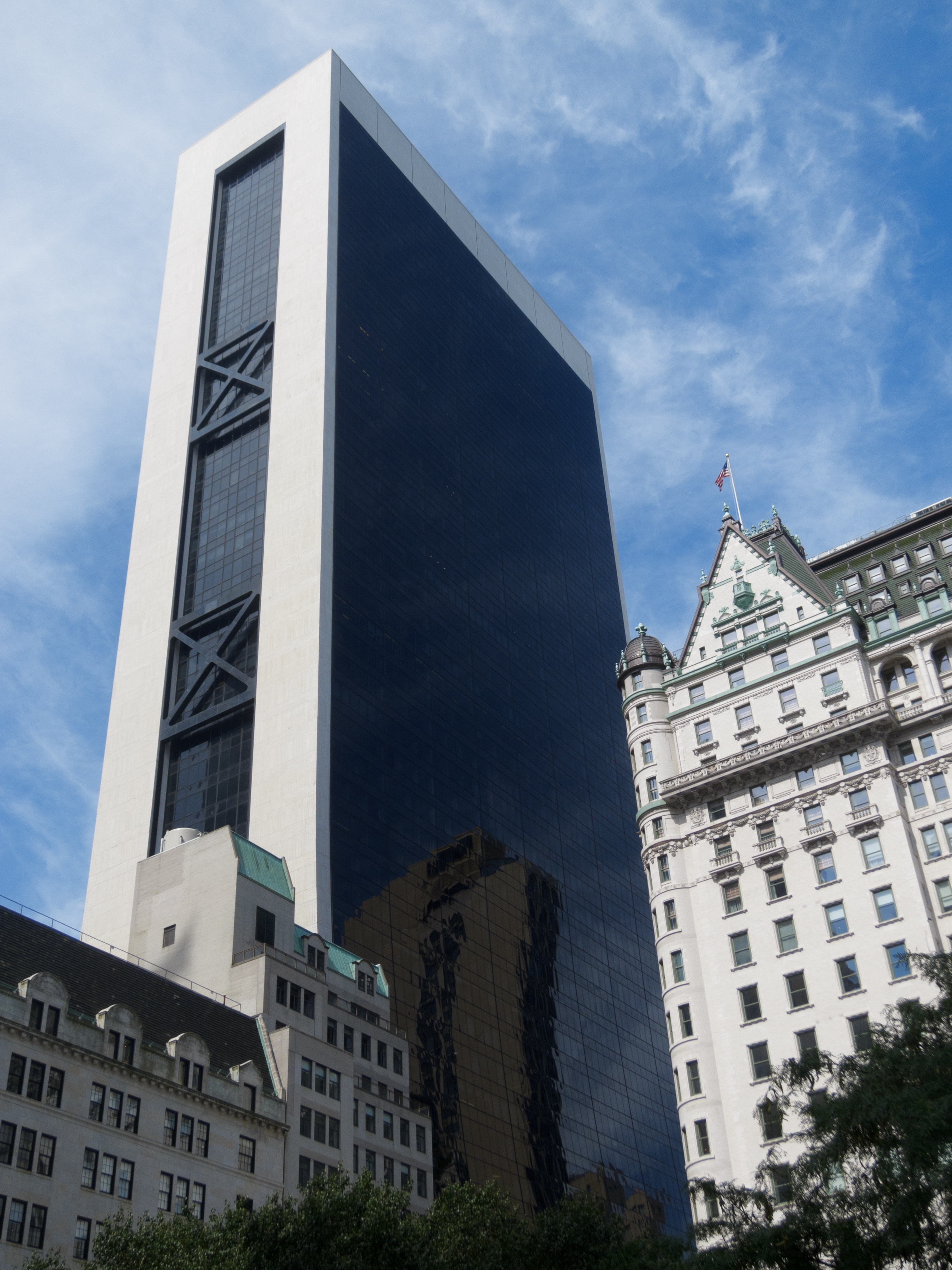
Solow Building, New York
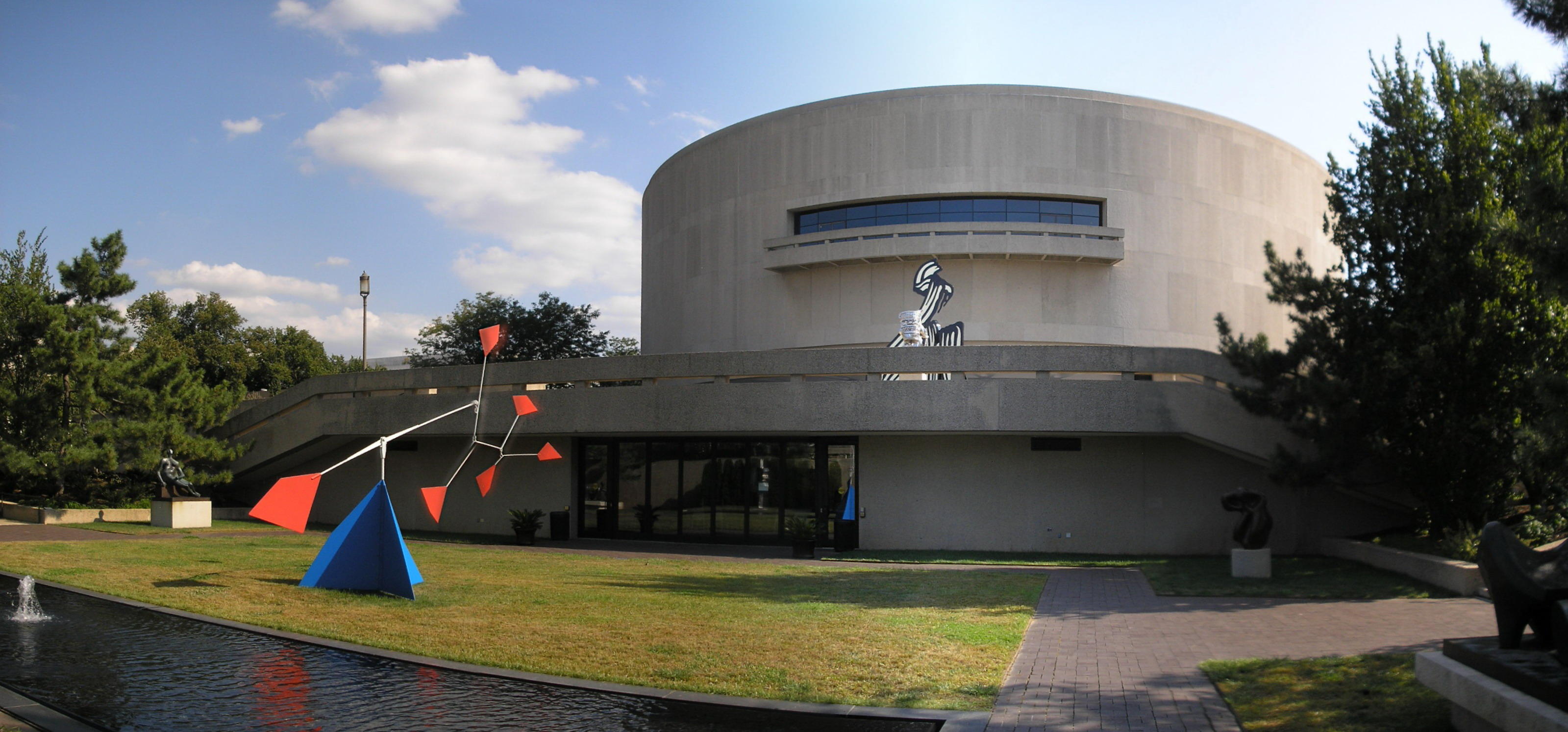
Hirshhorn Museum and Sculpture Garden, Washington, D.C.